# Gerda Holzinger-Burgstaller
Gerda Holzinger-Burgstaller, geboren am 9. Juni 1979 in Sankt Pölten als Gerda Holzinger, ist eine österreichische Managerin. Seit dem 1. Jänner 2021 ist sie Vorstandsvorsitzende der österreichischen Erste Bank.

## Ausbildung
Holzinger-Burgstaller verbrachte Teile ihrer Gymnasialzeit in Chamalières in Frankreich zu und legte ihre Matura im Juni 1997 ab. Danach studierte sie an der Wirtschaftsuniversität Wien und erreichte im Jahr 2003 einen Magisterabschluss in Wirtschaftswissenschaften. Im Jahr 2010 erwarb sie zusätzlich einen Magisterabschluss im Fach Wirtschaftsrecht.
Im Rahmen eines Gastsemesters studierte sie auch an der University of Technology, Sydney.

## Berufliche Karriere
Von 2002 bis 2003 arbeitete sie als Trainee bei einer Wiener Wirtschaftstreuhandfirma und wechselte dann zur österreichischen Finanzmarktaufsichtsbehörde.
Seit 2006 ist sie in der Erste Group Bank AG tätig, mit 1. Jänner 2021 wurde sie zur Vorstandsvorsitzenden der Erste Bank bestellt.
In dieser Funktion engagiert sie sich auch in der Jubiläumsstiftung der Wirtschaftsuniversität Wien.
Mit Jahresbeginn 2022 übernahm sie zusätzlich  zu ihren bisherigen Aufgaben  auch das Privatkundengeschäft der Erste Bank.
Weiters bekleidet sie eine Reihe von Aufsichtsratsmandaten, vorrangig bei Unternehmen der Erste Bank Group.

## Ehrenamt
Von 2017 bis 2018 war sie im Vorstand der Zweiten Wiener Vereins-Sparcasse.
Im Jahr 2018 war sie vom damaligen Finanzminister Hartwig Löger eingeladen worden, Mitglied im damals neu eingerichteten Fintech-Beirat zu werden.

## Werke
- Gerda Holzinger: Die Zwischenbesteuerung von Privatstiftungen, Diplomarbeit, Wien, 2003